# 第38回トロント国際映画祭
第38回トロント国際映画祭は、2013年9月5日から15日にかけてカナダのオンタリオ州トロントで開催された。オープニング作品は『フィフス・エステート/世界から狙われた男』、クロージングは『ライフ・オブ・クライム』である。今回は70カ国から合計366作品が上映され、うち146作品がワールド・プレミアであった。

## 受賞
| 賞                                               | 作品                                              | 監督                                             |
| ------------------------------------------------ | ------------------------------------------------- | ------------------------------------------------ |
| 観客賞 - 受賞                                    | それでも夜は明ける                                | スティーヴ・マックイーン                         |
| 観客賞 - 次点1位                                 | あなたを抱きしめる日まで                          | スティーヴン・フリアーズ                         |
| 観客賞 - 次点2位                                 | プリズナーズ                                      | ドゥニ・ヴィルヌーヴ                             |
| 観客賞（ドキュメンタリー部門） - 受賞            | The Square (Al-Midan)                             | ジェヘイン・ヌジェーム                           |
| 観客賞（ドキュメンタリー部門） - 次点1位         | Hi-Ho Mistahey!                                   | アラニス・オボンサウィン                         |
| 観客賞（ドキュメンタリー部門） - 次点2位         | ビヨンド・ザ・エッジ 歴史を変えたエベレスト初登頂 | リアン・プーリー                                 |
| 観客賞（ミッドナイト・マッドネス部門） - 受賞    | 地獄でなぜ悪い                                    | 園子温                                           |
| 観客賞（ミッドナイト・マッドネス部門） - 次点1位 | オキュラス/怨霊鏡                                 | マイク・フラナガン                               |
| 観客賞（ミッドナイト・マッドネス部門） - 次点2位 | スガラムルディの魔女                              | アレックス・デ・ラ・イグレシア                   |
| カナダ長編映画賞                                 | When Jews Were Funny                              | アラン・ツヴァイク                               |
| カナダ短編映画賞                                 | Noah                                              | ウォルター・ウッドマン、パトリック・セダーバーグ |
| カナダ第1回長編映画賞                            | Asphalt Watches                                   | シェイン・イーマン、セス・スクリバー             |
| FIPRESCI賞（ディスカバリー部門）                 | マルタのことづけ                                  | クラウディア・セント＝ルース                     |
| FIPRESCI賞（スペシャル・プレゼンテーション部門） | イーダ                                            | パヴェル・パヴリコフスキー                       |
| ネットパック賞                                   | Qissa                                             | アヌプ・シン                                     |

## 上映作品
作品名 - 監督名

### ガラ・プレゼンテーション
- 『アメリカン・ドリーム・イン・チャイナ』 - ピーター・チャン
- 『エージェント: スティール（英語版）』 - ジョナサン・ソボル
- 『8月の家族たち』 - ジョン・ウェルズ
- 『監視者たち』 - チョ・ウィソク、キム・ビョンソ
- 『マイ・ブラザー 哀しみの銃弾』 - ギヨーム・カネ
- 『麗しき日々（英語版）』 - マリオン・ヴェルヌー
- 『フィフス・エステート/世界から狙われた男』 - ビル・コンドン
- 『グランド・セダクション 〜小さな港の大きな嘘〜』 - ドン・マッケラー（英語版）
- 『キル・ユア・ダーリン』 - ジョン・クロキダス
- 『ライフ・オブ・クライム』 - ダニエル・シェクター（英語版）
- 『ラブ・パンチ（英語版）』 - ジョエル・ホプキンス
- 『めぐり逢わせのお弁当』 - リテーシュ・バトラ（英語版）
- 『マンデラ 自由への長い道』 - ジャスティン・チャドウィック
- 『パークランド ケネディ暗殺、真実の4日間』 - ピーター・ランデズマン
- 『レイルウェイ 運命の旅路』 - ジョナサン・テプリツキー
- The Right Kind of Wrong - ジェレマイア・S・チェチック（英語版）
- 『ラッシュ/プライドと友情』 - ロン・ハワード
- Shuddh Desi Romance - マニーシュ・シャルマー（英語版）
- 『スーパーメンチ -時代をプロデュースした男!-（英語版）』 - マイク・マイヤーズ
- Words and Pictures - フレッド・スケピシ

### スペシャル・プレゼンテーション
- 『それでも夜は明ける』 - スティーヴ・マックイーン
- 『JIMI:栄光への軌跡』 - ジョン・リドリー
- 『ランス・アームストロング ツール・ド・フランス7冠の真実（英語版）』 - アレックス・ギブニー
- 『ぼくを探しに（英語版）』 - シルヴァン・ショメ
- 『バッドガイ 反抗期の中年男』 - ジェイソン・ベイトマン
- 『ベル ある伯爵令嬢の恋』 - アマ・アサンテ（英語版）
- 『名探偵ゴッド・アイ』 - ジョニー・トー
- 『アデル、ブルーは熱い色』 - アブデラティフ・ケシシュ
- Burning Bush - アニエスカ・ホランド
- 『はじまりのうた』 - ジョン・カーニー
- 『カニバル』 - マヌエル・マルティン・クエンカ
- 『チャイルド・オブ・ゴッド』 - ジェームズ・フランコ
- 『ダラス・バイヤーズクラブ』 - ジャン＝マルク・ヴァレ
- 『デビルズ・ノット』 - アトム・エゴヤン
- 『ラブストーリーズ』 - ネッド・ベンソン
- 『ドム・ヘミングウェイ』 - リチャード・シェパード（英語版）
- 『ドン・ジョン』 - ジョゼフ・ゴードン＝レヴィット
- 『嗤う分身』 - リチャード・アイオアディ
- 『複製された男』 - ドゥニ・ヴィルヌーヴ
- 『おとなの恋には嘘がある』 - ニコール・ホロフセナー
- Exit Marrakech - カロリーヌ・リンク
- 『もしも君に恋したら。』 - マイケル・ドース（英語版）
- 『フェイス・オブ・ラブ』 - アリー・ポジン（英語版）
- 『ジゴロ・イン・ニューヨーク』 - ジョン・タトゥーロ
- 『ディスクローザー（英語版）』 - マシュー・サヴィル（英語版）
- 『グレート デイズ! -夢に挑んだ父と子-（英語版）』 - ニルス・タヴェルニエ
- For Those Who Can Tell No Tales - ヤスミラ・ジュバニッチ
- Gabrielle - ルイーズ・アルシャンボール（英語版）
- 『グロリアの青春』 - セバスティアン・レリオ
- Going Away - ニコール・ガルシア
- 『ゼロ・グラビティ』 - アルフォンソ・キュアロン
- 『グレート・ビューティー/追憶のローマ』 - パオロ・ソレンティーノ
- Half of a Yellow Sun - ビイ・バンデレ（英語版）
- Hateship, Loveship - リサ・ジョンソン
- 『わたしは生きていける』 - ケヴィン・マクドナルド
- The Husband - ブルース・マクドナルド（英語版）
- 『イーダ』 - パヴェウ・パヴリコフスキ
- L'intrepido - ジャンニ・アメリオ
- 『エレン・ターナン 〜ディケンズに愛された女〜（英語版）』 - レイフ・ファインズ
- 『グランド・ジョー（英語版）』 - デヴィッド・ゴードン・グリーン
- 『とらわれて夏』 - ジェイソン・ライトマン
- 『ラスト・スキャンダル〜あるハリウッドスターの禁じられた情事〜』 - リチャード・グラツァー（英語版）、ウォッシュ・ウェストモアランド（英語版）
- 『リベレイター 南米一の英雄 シモン・ボリバル』 - アルベルト・アルベロ（スペイン語版）
- 『そして父になる』 - 是枝裕和
- 『愛の犯罪者』 - アルノー・ラリュー（英語版）、ジャン＝マリー・ラリュー（英語版）
- Lucky Them - ミーガン・グリフィス（英語版）
- 『ファイティング・タイガー』 - キアヌ・リーブス
- Mary Queen of Scots - トーマス・イムバッハ
- 『ミステリーロード/欲望の街（英語版）』 - アイヴァン・セン（英語版）
- 『ナイト・スリーパーズ ダム爆破計画』 - ケリー・ライヒャルト
- 『オマールの壁』 - ハニ・アブ・アサド
- 『ワン チャンス』 - デヴィッド・フランケル
- 『オンリー・ラヴァーズ・レフト・アライヴ』 - ジム・ジャームッシュ
- 『ある過去の行方』 - アスガル・ファルハーディー
- 『あなたを抱きしめる日まで』 - スティーヴン・フリアーズ
- 『パイオニア（英語版）』 - エーリク・ショルビャルグ（英語版）
- 『プリズナーズ』 - ドゥニ・ヴィルヌーヴ
- 『暮れ逢い（英語版）』 - パトリス・ルコント
- Quai d'Orsay - ベルトラン・タヴェルニエ
- 『リアル〜完全なる首長竜の日〜』 - 黒沢清
- Rock the Casbah - ライラ・マラクシ（英語版）
- 『歌う女たち』 - レハ・エルデム（英語版）
- Southcliffe - ショーン・ダーキン
- 『名もなき塀の中の王』 - デヴィッド・マッケンジー
- 『サンシャイン 歌声が響く街（英語版）』 - デクスター・フレッチャー
- 『テレーズ 情欲に溺れて』 - チャーリー・ストラットン
- 『サード・パーソン』 - ポール・ハギス
- 『ハッピー・イヤーズ』 - ダニエレ・ルケッティ（英語版）
- 『トム・アット・ザ・ファーム』 - グザヴィエ・ドラン
- 『奇跡の2000マイル』 - ジョン・カラン
- 『アンダー・ザ・スキン 種の捕食』 - ジョナサン・グレイザー
- 『許されざる者』 - 李相日
- 『ヴィオレット -ある作家の肖像-（英語版）』 - マルタン・プロヴォスト（英語版）
- Visitors - ゴッドフリー・レジオ（英語版）
- 『ワレサ 連帯の男』 - アンジェイ・ワイダ
- 『ライフ・ウィズ・ウォーター 水とともに生きる（英語版）』 - ジェニファー・バイチウォル（英語版）、エドワード・バーティンスキー
- 『ウィ・アー・ザ・ベスト!』 - ルーカス・ムーディソン
- 『ウィークエンドはパリで（英語版）』 - ロジャー・ミッシェル
- 『風立ちぬ』 - 宮崎駿
- You Are Here - マシュー・ワイナー
- 『17歳』 - フランソワ・オゾン

### マーヴェリックス
- 12.12.12. - トム・パワーズ
- 『マンガで世界を変えようとした男 ラルフ・ステッドマン』 - チャーリー・ポール
- I Am Somebody - マデリン・アンダーソン
- In Conversation With...Irrfan Khan - キャメロン・ベイリー
- In Conversation With...Spike Jonze - キャメロン・ベイリー
- InRealLife - ビーバン・キドロン
- 『メイド・イン・アメリカ（英語版）』 - ロン・ハワード
- Our Man in Tehran - ラリー・ワインスタイン、ドリュー・テイラー
- What Is Cinema? - チャック・ワークマン（英語版）

### ドキュメンタリーズ
- Un Voyageur - マルセル・オフュルス（英語版）
- At Berkeley - フレデリック・ワイズマン
- 『ビヨンド・ザ・エッジ 歴史を変えたエベレスト初登頂（英語版）』 - リアン・プーリー（英語版）[6]
- Burt's Buzz -ジョディ・シャピロ
- The Dark Matter of Love - Sarah McCarthy
- The Dog - Allison Berg、Frank Keraudren
- Faith Connections - パン・ナリン（英語版）
- Filthy Gorgeous: The World of Bob Guccione - バリー・アヴリッチ（英語版）[6]
- 『ヴィヴィアン・マイヤーを探して（英語版）』 - John Maloof、Charlie Siskel
- Hi-Ho Mistahey! - アラニス・オボンサウィン（英語版）[6]
- Ignasi M. - ベントゥーラ・ポンス（英語版）
- 『ホドロフスキーのDUNE』 - フランク・パヴィッチ
- 『不正義の果て』 - クロード・ランズマン
- El Alcalde - Emiliano Altuna Fistolera
- Midway - クリス・ジョーダン（英語版）
- Mission Congo - David Turner、Lara Zizic
- The Square (Al-Midan) - ジェヘイン・ヌジェーム（英語版）
- A Story of Children and Film - マーク・カズンズ（英語版）
- Tim's Vermeer - テラー（英語版）[6]
- The Unknown Known - エロール・モリス（英語版）[6]
- Unstable Elements - Madeleine Sackler
- When Jews Were Funny - アラン・ツヴァイク（英語版）

### ミッドナイト・マッドネス
- 『AFFLICTED アフリクテッド』 - デレク・リー、クリフ・プロウズ
- 『オール・チアリーダーズ・ダイ（英語版）』 - ラッキー・マッキー（英語版）、クリス・シヴァートソン（英語版）
- 『人間まがい』 - ジョー・ベゴス
- 『グリーン・インフェルノ』 - イーライ・ロス
- 『オキュラス/怨霊鏡』 - マイク・フラナガン
- 『R100』 - 松本人志
- 『キョンシー』 - ジュノ・マック
- 『パラサイト・クリーチャーズ』 - マーヴィン・クレン
- 『地獄でなぜ悪い』 - 園子温
- 『スガラムルディの魔女』  - アレックス・デ・ラ・イグレシア

### ヴァンガード
- Asphalt Watches - Shayne Ehman、Seth Scriver
- 『ブルー・リベンジ（英語版）』 - ジェレミー・ソルニエ
- 『ボーグマン（英語版）』 - アレックス・ファン・ヴァーメルダム
- Celestial Wives of the Meadow Mari - アレクセイ・フェドルチェンコ（英語版）
- The Fake  - ヨン・サンホ
- Gerontophilia - ブルース・ラ・ブルース
- 『ホーンズ 容疑者と告白の角』 - アレクサンドル・アジャ
- People in Places -フアン・カヴェスタニー
- Proxy - Zack Parker
- 『サクラメント 死の楽園』 - タイ・ウェスト
- Sapi - ブリランテ・メンドーサ
- Sex, Drugs & Taxation - クリストファー・ボー（英語版）
- 『失魂』 -鍾孟宏
- The Strange Colour of Your Body's Tears - Hélène Cattet、ブルーノ・フォルツァーニ
- Thou Gild'st the Even - Onur Ünlü
- We Gotta Get Out of This Place - Simon Hawkins、Zeke Hawkins

### コンテンポラリー・ワールド・シネマ
- The Animal Project - イングリッド・ヴェニンガー（英語版）
- Bad Hair - マリアナ・ロンドン（スペイン語版）
- Bastardo - Nejib Belkadhi
- Berea - Vincent Moloi
- The Bit Player - Jeffrey Jeturian
- Blind Dates - レヴァン・コグアシュブリ
- Brazilian Western - レナ・サンパイオ（ポルトガル語版）
- Break Loose - アレクセイ・ウチーチェリ
- 『私の、息子』 - カリン・ピーター・ネッツァー
- Cinemanovels - テリー・マイルズ
- Club Sandwich - フェルナンド・エインビッケ
- Cristo Rey - レティシア・トノス（英語版）
- The Dick Knost Show - ブルース・スウィーニー（英語版）
- The Dinner - メノ・メイエス（英語版）
- Eastern Boys - ロバン・カンピヨ
- El Mudo - ディエゴ・ベガ、ダニエル・ベガ
- Empire of Dirt - ピーター・ステッビングス
- 『鉄くず拾いの物語』 - ダニス・タノヴィッチ
- Friends from France - アン・ヴェイル、Philippe Kotlarski
- Giselle - トア・フレイザー（英語版）
- 『悪童日記』 - ヤーノシュ・サース（英語版）
- Heart of a Lion - ドメ・カルコスキ（英語版）
- Homecoming - Jim Chuchu
- Honeymoon - ヤン・フジェベイク
- 『ホテルセラピー』 -リサ・ラングセット
- The Immoral - Lars Daniel Krutzkoff Jacobsen
- 『侵入者』 - ノ・ヨンソク
- 『裏切りの獣たち』 - ドノヴァン・マーシュ
- The Kids from the Port - Alberto Morais
- Kwaku Ananse - アコスア・アドーマ・オウウス（英語版）
- Ladder to Damascus - Mohammad Malas
- Le Démantèlement - Sébastien Pilote
- Life's a Breeze - ランス・デイリー
- Little Feet - アレクサンダー・ロックウェル
- The Major - Yuri Bykov
- Manuscripts Don't Burn - モハマド・ラスロフ
- McCanick - Josh C. Waller
- Metalhead - Ragnar Bragason
- 『人間』 - ギヨーム・ジョヴァネッティ、チャーラ・ゼンジルジ
- Noye's Fludde - マーク・ドーンフォード＝メイ（英語版）
- October November - ゴッツ・スピルマン（英語版）
- Old Moon - Raisa Bonnet
- Palestine Stereo - ラシード・マシュハラーウィー（英語版）
- 『パラダイス: 希望（英語版）』 - ウルリヒ・ザイドル
- A Place in Heaven - Yossi Madmoni
- Qissa - Anup Singh
- Rags and Tatters - Ahmad Abdalla
- 『海に帰る日（英語版）』 -スティーヴン・ブラウン
- The Selfish Giant - Clio Barnard
- Siddharth - リッチー・メータ（英語版）
- Something Necessary - Judy Kibinge
- Stay - ヴィープケ・フォン・カロルスフェルト
- Stop the Pounding Heart - Roberto Minervini
- 『湖の見知らぬ男』 - アラン・ギロディ
- This Is Sanlitun - Róbert Ingi Douglas
- To Repel Ghosts - Philippe Lacôte
- 『激戦 ハート・オブ・ファイト（英語版）』 - ダンテ・ラム
- Under the Starry Sky - Dyana Gaye
- A Journey - キャサリン・マーティン
- When Evening Falls on Bucharest or Metabolism - コルネリュ・ポルンボイュ（英語版）
- White Lies - Dana Rotberg
- A Wolf at the Door - フェルナンド・コイムブラ
- The Wonders - アヴィ・ネッシャー（英語版）

### コンテンポラリー・ワールド・スピーカーズ
- Cristo Rey - レティシア・トノス（英語版）
- Qissa - アヌプ・シン
- Plaot - アヴィ・ネッシャー（英語版）

### マスターズ
- Abuse of Weakness - カトリーヌ・ブレイヤ
- Bastards - クレール・ドニ
- 『閉ざされたカーテン』 - ジャファール・パナヒ、カンブジア・パルトヴィ（英語版）
- 『コンクリートナイト（英語版）』 - ピルヨ・ホンカサロ（英語版）
- Home From Home - Chronicle of a Vision - エドガー・ライツ（英語版）
- 『フェデリコという不思議な存在』 - エットーレ・スコラ
- 『メビウス』 - キム・ギドク
- 『北―歴史の終わり』 - ラヴ・ディアス
- 『ソニはご機嫌ななめ』 - ホン・サンス
- 『罪の手ざわり』 - ジャ・ジャンクー
- Triptyque - ロバート・ルパージュ（英語版）、ペドロ・ピレス

### シティ・トゥ・シティ: アテネ
- The Daughter - Thanos Anastopoulos
- The Eternal Return of Antonis Paraskevas - Elina Psykou
- J.A.C.E. - Just Another Confused Elephant - Menelaos Karamaghiolis
- Miss Violence - Alexandros Avranas
- September - Penny Panayotopoulou
- Standing Aside, Watching - Yorgos Servetas
- To the Wolf - Aran Hughes、Christina Koutsospyrou
- Unfair World - フィリッポス・ツィトス（英語版）
- Wasted Youth - Argyris Papadimitropoulos、Jan Vogel
- Wild Duck - Yannis Sakaridis

### ディスカバリー
- 1982 - トミー・オリヴァー
- All About the Feathers - Neto Villalobos
- 『マルタのことづけ（英語版）』 - クラウディア・セント＝ルース
- All the Wrong Reasons - Gia Milani
- Around the Block -サラ・スピレイン
- Bends - Flora Lau
- Beneath the Harvest Sky - Aron Gaudet、Gita Pullapilly
- 『ベツレヘム 哀しみの凶弾』 - ユヴァル・アドラー
- Bobô - Inês Oliveira
- Border - Alessio Cremonini
- Canopy - Aaron Wilson
- Fat - Mark Phinney
- 『ジラファーダ（フランス語版）』 - ラニ・マサラ(Rani Massalha)
- I Am Yours - アイラン・ハク（英語版）
- 『イロイロ ぬくもりの記憶』 - アンソニー・チェン（英語版）
- The Militant - Manolo Nieto
- Miracle  - Juraj Lehotský
- My Love Awaits Me by the Sea - Mais Darwazah
- Of Good Report - Jahmil X.T. Qubeka
- Rhymes for Young Ghouls - ジェフ・バーナビー（英語版）
- 『パロアルト・ストーリー』 - ジア・コッポラ
- Paraíso - マリアナ・チェニッリョ（英語版）
- Sarah Prefers to Run -クロエ・ロビショウ（英語版）
- Salvation Army - アブデラ・タイア
- South is Nothing - Fabio Mollo
- The Stag - ジョン・バトラー
- The Summer of Flying Fish - マルセラ・サイド（英語版）
- Trap Street - Vivian Qu

### ショート・カッツ・カナダ
- Quelqu'un d'extraordinaire - モニカ・ショクリ（英語版）
- Anatomy of Assistance - Cory Bowles（英語版）
- Beasts in the Real World - Sol Friedman
- Candy - Cassandra Cronenberg
- The Chaperone 3D - Fraser Munden、Neil Rathbone
- Cochemare - クリス・ラヴィス（英語版）、マチェク・シチェルボウスキー（英語版）
- CRIME: Joe Loya - The Beirut Bandit - アリックス・ランバート（英語版）、Sam Chou
- Éclat du jour - Ian Lagarde
- Der Untermensch - Kays Mejri
- Drop - Chris Goldade
- The End of Pinky - Claire Blanchet
- Firecrackers - Jasmin Mozaffari
- Foreclosure - Wayne Robinson
- Gloria Victoria - セオドア・ウシェフ（英語版）
- A Grand Canal - Johnny Ma
- Impromptu - ブルース・オールコック（英語版）
- In guns we trust - Nicolas Lévesque
- Jimbo - Ryan Flowers
- Lay Over - Jordan Hayes
- Method - Gregory Smith
- Noah - Patrick Cederberg、Walter Woodman
- Nous avions - Stéphane Moukarzel
- Numbers & Friends - Alexander Carson
- Out - Jeremy Lalonde
- Paradise Falls - Fantavious Fritz
- Paradiso - Devan Scott
- Pilgrims - マリー・クレメンツ（英語版）
- Portrait as a Random Act of Violence - Randall Okita
- Relax, I'm From The Future - Luke Higginson
- Mémorable moi - Jean-Francois Asselin
- Roland]' - Trevor Cornish
- Sam's Formalwear - Yael Staav
- Seasick - Eva Cvijanovic
- The Sparkling River - Felix Lajeunesse、Paul Raphaël
- Subconscious Password - クリス・ランドレス（英語版）
- A Time is a Terrible Thing to Waste - Leslie Supnet
- We Wanted More - スティーヴン・ダン（英語版）
- Yellowhead - Kevan Funk
- Young Wonder - James Wilkes

### ウェーブレングス
- A Thousand Suns and Letter to a Refusing Pilot - Mati Diop、アクラム・ザタリ（英語版）
- Airships - ケネス・アンガー
- Bann - Nina Könnemann
- A Batalha de Tabatô - Joao Viana
- Brimstone Line - クリス・ケネディ（英語版）
- Konstellationen - Helga Fanderl
- Un Conte de Michel Montaigne - ストローブ＝ユイレ
- The Disquiet - Ali Cherri
- Dry Standpipe - Wojciech Bakowski
- El Adios Largos -Andrew Lampert
- Farther Than the Eye Can See - Basma Alsharif
- A Field in England - ベン・ウィートリー
- Flower - Naoko Tasaka
- Gowanus Canal - Sarah J. Christman
- I'm the Same I'm an Other - Caroline Strubbe
- Instants - Hannes Schüpbach
- La última película - Raya Martin、Mark Peranson
- Le Conte de Michel de Montaigne and The King's Body and Redemption - ジャン＝マリー・ストローブ、ジョアン・ペドロ・ロドリゲス、ミゲル・ゴメス
- Letter to a Refusing Pilot - アクラム・ザタリ（英語版）
- Listening to the Space in my Room - ロバート・ビーヴァーズ（英語版）
- Main Hall - Philipp Fleischmann
- Homme en Mouvement, 2012 - Christophe M. Saber、Ruben Glauser、Max Idje
- 『マナカマナ 雲上の巡礼』 - ステファニー・スプレイ 、パチョ・ベレズ
- 『消えた画 クメール・ルージュの真実』 - リティー・パニュ
- Mount Song - Shambhavi Kaul
- Natpwe, le festin des esprits - Tiane Doan na Champassak、Jean Dubrel
- Nefandus - Carlos Motta
- Pays Barbare - Angela Ricci Lucchi、Yervant Gianikian
- Pepper's Ghost - Stephen Broomer
- 『警察官の妻（英語版）』 - フィリップ・グレーニング（英語版）
- Pop Takes - ルーサー・プライス（英語版）
- The Realist - Scott Stark
- Redemption - ミゲル・ゴメス
- RP31 - Lucy Raven
- La última película - Raya Martin、Mark Peranson
- Song - ナサニエル・ドースキイ（英語版）
- A Spell to Ward Off the Darkness - ベン・ラッセル（英語版）
- Spring - ナサニエル・ドースキイ（英語版）
- Historia de la meva mort - Albert Serra
- Das merkwürdige Kätzchen -ラモン・ツュルヒャー
- 『郊遊 ピクニック』 - 蔡明亮
- O Corpo de Afonso - ジョアン・ペドロ・ロドリゲス
- Mille Soleils - Mati Diop
- Trois exercises d'interpretation - クリスティ・プイウ（英語版）
- Three Landscapes - ピーター・ハットン（英語版）
- Trissákia 3 - ニック・コリンズ
- Variations on a Cellophane Wrapper - デヴィッド・リマー（英語版）

### TIFFキッズ
- 『アマゾン大冒険 世界最大のジャングルを探検しよう!（英語版）』 - ティエリー・ラコベール
- 『アントボーイ』 - アスク・ハッセルバルク
- 『サバンナ・アドベンチャー』 - アンソニー・シルヴァーストン
- The Adventures Of Goopy and Bagha - Shilpa Ranade
- 『アメイジング・トイワールド カラクリ地下迷宮とおもちゃ王の秘宝』 - Óskar Santos

### TIFFシネマテーク
- 『秋刀魚の味』 - 小津安二郎
- 『拳銃魔』 - ジョセフ・H・ルイス
- 『二十四時間の情事』 - アラン・レネ
- Le Joli Mai - クリス・マルケル、ピエール・ロム（英語版）
- 『マニラ・光る爪』 - リノ・ブロッカ（英語版）
- 『無防備都市』 - ロベルト・ロッセリーニ
- 『デビッド・クローネンバーグのシーバース』 - デヴィッド・クローネンバーグ

### フューチャー・プロジェクツ
- David Cronenberg Transformation
- Grosse Fatigue - Camille Henrot
- Introduction to the Memory Personality - Jeremy Shaw
- Ralph Steadman For No Good Reason - ラルフ・ステッドマン（英語版）
- Rough Cut (Hiker Meat) - ジェイミー・ショブリン（英語版）
- Swarm - James Coupe
- Sweat - Radical Friend
- Treatment - キャンディス・ブレイツ（英語版）
- A Jester's Dance - マルセル・ザマ（英語版）
- Walkthrough - Laurel Woodcock

### ネクストウェーブ
- Around the Block - Sarah Spillane
- Beneath the Harvest Sky - Aron Gaudet、Gita Pullapilly
- 『グレート デイズ! -夢に挑んだ父と子-（英語版）』 - ニルス・タヴェルニエ
- Giraffada - Rani Massalha
- 『わたしは生きていける』 - ケヴィン・マクドナルド
- 『パロアルト・ストーリー』 - ジア・コッポラ
- The Square (Al-Midan) - ジェヘイン・ヌジェーム（英語版）
- 『奇跡の2000マイル』 - ジョン・カラン

### マニフェスト
- 『JIMI:栄光への軌跡』 - ジョン・リドリー
- 『ベル ある伯爵令嬢の恋』 - アマ・アサンテ（英語版）
- Cristo Rey - レティシア・トノス（英語版）
- Empire of Dirt - ピーター・ステッビングス
- Half of a Yellow Sun - ビイ・バンデレ（英語版）
- 『メイド・イン・アメリカ（英語版）』 - ロン・ハワード
- 『オマールの壁』 - ハニ・アブ・アサド
- 『名もなき塀の中の王』 - デヴィッド・マッケンジー
- Supermensch The Legend of Shep Gordon - マイク・マイヤーズ
- Words and Pictures - フレッド・スケピシ

### TIFFスペシャル・イベント
- 『再会の時』 - ローレンス・カスダン
- Jason Reitman's Live Read - ジェイソン・ライトマン
- 『メタリカ・スルー・ザ・ネヴァー』 - ニムロッド・アーントル
- 『オズの魔法使』 - ヴィクター・フレミング